# ドライテック
ドライテック (Drytec) は、モンベルが独自に開発したポリウレタン防水膜の防水透湿性素材である。

## 概要

### ドライテック
防水性・透湿性でゴアテックスには劣るが、アウトドア用品の素材として充分な性能を持っている。耐水圧は初期値が20,000mmまたは25,000mmで、20回の洗濯後も15,000mmまたは20,000mmを維持する。JIS L-1099B-1法による透湿性は10,000g/m2/24時間または15,000g/m2/24時間である。

### ブリーズドライテック
通常のポリウレタン防水膜は微細な穴を持つポリウレタン防水膜に無孔質のポリウレタンコーティングをしてあるが、これは無孔質のポリウレタンコーティングをせず生地のポリウレタンにある孔を細かく均一にすることで防水透湿性に加えて通気性を持たせている。耐水圧は25,000mmで、JIS L-1099B-1法による透湿性は15,000g/m2/24時間である。

### ドライライトテック
耐水圧は22,000mm、JIS L-1099B-1法による透湿性は12,000g/m2/24時間である。